# Castell de Preixens
El castell de Preixens és un castell del municipi de Preixens (Noguera) declarat bé cultural d'interès nacional.
Destaca de la resta d'edificacions del nucli del petit poble de Preixens, situat a la vall mitjana del Sió. D'origen andalusí, seria una de les fortificacions aixecades a la conca del Sió que controlaven la via de comunicació Balaguer-Agramunt-Guissona.

## Història
Sembla que fou conquerit pel comte d'Urgell Ermengol IV després d'haver ocupat Agramunt el 1070. Es documenta l'any 1172 en el testament de Bertran de Preixens on s'indica que havia llegat a l'església parroquial de Sant Pere de Preixens un molí dels que tenia «in castro de Perexenz». El 1190, diversos membres de la família Anglesola atorgaren a Pere de Preixens un solar, declarant que no podien escollir cap altre senyor i els obligaven a tenir un home preparat sempre per a defensar el castell i la vila amb les seves armes. És a dir, els Preixens eren feudataris dels Anglesola. Hi ha nombrosos testimonis del llinatge dels Preixens que arrelarien en la contrada a la darreria del segle xi o inici del XII i serien castlans del castell. Destaquen, Arnau de Preixens, bisbe d'Urgell (1167-95), un altre Arnau de Preixens, abat de Poblet (1254-67) i Berenguer de Preixens, esmentat en la «crònica» de Jaume I. El 1381, Preixens era del donzell Joan de Montcada.
El castell fou reformat considerablement al segle xvi i es convertí en un casal senyorial d'estil renaixentista; posteriorment s'hi feren altres obres de remodelatge i restauració configurant la fesomia actual. És propietat particular de la família Pijuan.

## Arquitectura
El castell de Preixens s'emplaça a la part més alta del turó de Preixens, als peus del qual es concentra aquest nucli de població. Es tracta d'una casa senyorial o palau fortificat de notables dimensions amb un cos central de 27 per 16 m i tres pisos, una torre de planta de base quadrada al centre de la façana nord amb un cos terrassat en un nivell inferior a la banda nord-est del cos principal i, finalment, un cos encara més baix i rematat amb pati a la façana est del cos principal.
Les quatre façanes del cos principal, bastit el segle xvi sobre les restes de l'antic castell del segle xii, presenten les mateixes característiques d'estil renaixentista, constituïdes amb aparell bastant regular de carreus de pedra sorrenca sobre una base atalussada de carreus més gruixuts i de traç més irregular.
A la façana principal, encarada al sud (cap al centre de la població i la vall de Sió), les obertures de la planta baixa es limiten a senzilles finestres rectangulars protegides actualment amb reixes de ferro mentre que les de la segona planta, la planta noble o principal, són de majors dimensions i les tres finestres centrals estan envoltades de guardapols en la seva meitat superior. La factura d'aquests guardapols podria indicar que aquestes tres finestres van ser refetes. A la tercera planta s'obren deu finestres de menors dimensions rematades amb arcs escarsers, entre moltes de les quals hi ha espitlles, la majoria adaptades per a armes de foc. Aquestes espitlleres podrien indicar que originalment hi havia merlets i que posteriorment foren aprofitats per fer les finestres per tal d'aixecar un pis més.
La porta meridional se situa al centre d'aquesta façana, a l'altura de la planta baixa, i consisteix en una porta d'arc de mig punt de nou dovelles regulars i amb l'escut heràldic a la dovella clau. A la façana oest només destaquen les obertures de la planta principal, amb un balcó i una finestra rectangular. A la façana nord, el traçat anàleg al de la façana principal resta en segon terme davant la presència de la torre de base quadrada, feta amb el mateix tipus d'aparell que el cos principal i el coronament de la qual sobresurt una mica del nivell de la teulada d'aquest. A l'altura de la planta noble s'obre una terrassa, amb accés des de la torre, sobre el cos constructiu adossat al nord-est del cos principal. Finalment, la façana est presenta sis finestres d'arcs escarsers a la tercera planta, dues finestres rectangulars amb motllures a la meitat superior i al nivell inferior s'obre un pati de 10 m d'amplada i 14 m de llargada sobre un cos constructiu bastit amb el mateix aparell que el cos principal però que trenca la simetria del conjunt.
La teulada s'adapta a aquesta asimetria: De doble vessant en els dos terços occidentals (desaiguant respectivament a nord i a sud) i amb un tercer vessant al terç oriental que desaigua directament sobre el pati esmentat abans. Els ràfecs es resolen amb quatre nivells que alternen rajola i teula.
L'interior està completament restaurat i reformat, amb decoracions de regust medieval, renaixentista i vuitcentista.
Si bé l'aspecte general del conjunt té l'origen en el segle xvi, quan el castell medieval fou convertit en el casal senyorial renaixentista, posteriorment s'hi feren altres obres de restauració i remodelació que van configurar l'aspecte exterior que presenta actualment.
Es creu, però, que l'origen del castell sobre el qual es bastí el palau rau en època andalusina, probablement en el segle x, quan devia ser una de les fortificacions de la conca del riu Sió que controlaven la via de comunicació Balaguer-Agramunt-Guissona. Les restes del castell islàmic es troben a la cara nord de l'edifici actual. En resta una torre de base quadrada, encarada al nord, de cinc metres de costat i un tram de muralla de 9, 20 m fins que gira en angle recte cap al sud i es perd sota la terrassa actual.